# Грандфілд (Оклахома)
Грандфілд (англ. Grandfield) — місто (англ. city) в США, в окрузі Тіллман штату Оклахома. Населення — 919 осіб (2020).

## Географія
Грандфілд розташований за координатами 34°13′50″ пн. ш. 98°41′15″ зх. д. / 34.23056° пн. ш. 98.68750° зх. д. (34.230668, -98.687422).  За даними Бюро перепису населення США в 2010 році місто мало площу 2,17 км², уся площа — суходіл.

### Клімат
| Клімат : Грандфілд      | Клімат : Грандфілд | Клімат : Грандфілд | Клімат : Грандфілд | Клімат : Грандфілд | Клімат : Грандфілд | Клімат : Грандфілд | Клімат : Грандфілд | Клімат : Грандфілд | Клімат : Грандфілд | Клімат : Грандфілд | Клімат : Грандфілд | Клімат : Грандфілд | Клімат : Грандфілд |
| Показник                | Січ.               | Лют.               | Бер.               | Квіт.              | Трав.              | Черв.              | Лип.               | Серп.              | Вер.               | Жовт.              | Лист.              | Груд.              | Рік                |
| Абсолютний максимум, °C | 30,0               | 33,3               | 37,2               | 39,4               | 43,9               | 46,7               | 45,0               | 46,1               | 45,0               | 40,6               | 31,1               | 29,4               | 46,7               |
| Середній максимум, °C   | 11,1               | 13,3               | 17,8               | 23,3               | 28,3               | 33,3               | 36,1               | 36,1               | 31,1               | 25,0               | 17,2               | 11,1               | 23,7               |
| Середня температура, °C | 3,9                | 6,1                | 10,6               | 15,6               | 21,1               | 26,1               | 28,9               | 28,3               | 23,9               | 17,2               | 10,0               | 4,4                | 16,4               |
| Середній мінімум, °C    | −3,9               | −1,7               | 2,8                | 7,8                | 13,9               | 18,9               | 21,1               | 20,6               | 16,1               | 9,4                | 2,8                | −2,8               | 8,8                |
| Абсолютний мінімум, °C  | −22,8              | −20,6              | −15                | −6,7               | 1,1                | 7,8                | 11,7               | 10,0               | 1,1                | −8,9               | −11,1              | −25                | −25                |
| ----------------------- | ------------------ | ------------------ | ------------------ | ------------------ | ------------------ | ------------------ | ------------------ | ------------------ | ------------------ | ------------------ | ------------------ | ------------------ | ------------------ |
| Джерело:                |                    |                    |                    |                    |                    |                    |                    |                    |                    |                    |                    |                    |                    |

## Демографія
Згідно з переписом 2010 року, у місті мешкало 1038 осіб у 426 домогосподарствах у складі 283 родин. Густота населення становила 478 осіб/км².  Було 539 помешкань (248/км²).
Расовий склад населення:
| - 68,6 % — білих - 8,7 % — чорних або афроамериканців - 4,0 % — корінних американців - 0,1 % — вихідців з тихоокеанських островів - 0,1 % — азіатів - 12,3 % — осіб інших рас |

До двох чи більше рас належало 6,2 %. Частка іспаномовних становила 23,4 % від усіх жителів.
За віковим діапазоном населення розподілялося таким чином: 27,2 % — особи молодші 18 років, 54,9 % — особи у віці 18—64 років, 17,9 % — особи у віці 65 років та старші. Медіана віку мешканця становила 39,0 року. На 100 осіб жіночої статі у місті припадало 93,3 чоловіків;  на 100 жінок у віці від 18 років та старших — 94,3 чоловіків також старших 18 років.
Середній дохід на одне домашнє господарство  становив 42 250 доларів США (медіана — 37 188), а середній дохід на одну сім'ю — 49 251 долар (медіана — 40 764). За межею бідності перебувало 25,8 % осіб, у тому числі 46,2 % дітей у віці до 18 років та 4,0 % осіб у віці 65 років та старших.
Цивільне працевлаштоване населення становило 312 особи. Основні галузі зайнятості: мистецтво, розваги та відпочинок — 17,3 %, транспорт — 14,1 %, освіта, охорона здоров'я та соціальна допомога — 14,1 %.